# Sukasejati
Sukasejati is een bestuurslaag in het regentschap Bekasi van de provincie West-Java, Indonesië. Sukasejati telt 5805 inwoners (volkstelling 2010).